# Al-Habab
Al-Habab (arab. الحباب) – wieś w Syrii, w muhafazie Aleppo, w dystrykcie Ajn al-Arab. W 2004 roku liczyła 756 mieszkańców.